# Josephine Angelini
Josephine Angelini (Ashland, 1975) è una scrittrice statunitense.

## Biografia
Josephine Angelini nasce nel 1975 in Massachusetts ed è la più giovane di otto figli, di cui sette femmine ed un solo maschio.
Sua madre durante la gravidanza era convinta che lei sarebbe stata un maschio, così pensava di chiamarla Joseph, ma quando nacque, scoprendo che era femmina, trasformò semplicemente il nome da lei scelto nella forma femminile, così la chiamò Josephine.
All'età di dieci anni era già un'amante della scrittura.
Ha studiato teatro classico presso la New York University. Qui, la sua attenzione si è concentrata sulla mitologia greca e gli eroi tragici. 
Questo interesse si riflette anche nel suo esordio narrativo, la trilogia The Awakening series.
Prima di diventare una scrittrice, lavorava come cameriera.
Il suo primo libro, Starcrossed è stato scritto in otto mesi, ma ha dovuto aspettare un anno prima di vederlo pubblicato nel maggio 2011. 
Un anno dopo, il 13 maggio 2012, è uscito il suo secondo libro, e nel marzo 2013 il capitolo conclusivo della trilogia.
Josephine Angelini vive con il marito Juan Alberto, uno sceneggiatore di Los Angeles, in California.

## Opere
Il suo esordio narrativo, primo libro della trilogia The Awakening series, ha avuto molto successo nel mondo degli YA (Young-Adult) e i diritti di traduzione sono stati subito acquistati.

### The Awakening series
La trilogia è composta dai seguenti libri:
- Starcrossed, Giunti Editore, Giunti Y, settembre 2011. ISBN 8809768272
- Dreamless, Giunti Editore, Giunti Y, giugno 2012. ISBN 8809770773
- Goddess, Giunti Editore, Giunti Y, giugno 2013. ISBN 8809770781

### The Worldwalker trilogy
La trilogia è composta dai seguenti libri:
- Attraverso il fuoco (Trial By Fire), Giunti Editore, Giunti Y, settembre 2014. ISBN 9788809792357
- Il potere del fuoco (Firewalker), Giunti Editore, Giunti Y, ottobre 2015. ISBN 9788809792364
- Il rogo della strega (Witch's Pyre), Giunti Editore, Giunti Y, giugno 2017. ISBN 9788809792371